# Carmen Montón
Carmen Montón Giménez (ur. 9 marca 1976 w Burjassot) – hiszpańska polityk i samorządowiec, działaczka Hiszpańskiej Socjalistycznej Partii Robotniczej (PSOE), posłanka do Kongresu Deputowanych, minister w rządzie regionalnym Walencji, w 2018 minister zdrowia, konsumentów i opieki społecznej w rządzie Hiszpanii.

## Życiorys
Absolwentka medycyny na Uniwersytecie w Walencji, magisterium z gender studies uzyskała na Universidad Rey Juan Carlos. Zaangażowała się w działalność polityczną w ramach PSPV, regionalnego oddziału Hiszpańskiej Socjalistycznej Partii Robotniczej. W latach 1992–2007 działała również w jej organizacji młodzieżowej JSE. W latach 1999–2004 jako radna (concejal) odpowiadała za sprawy kultury w zgromadzeniu miejskim w Burjassot. Od 2000 do 2004 była sekretarzem PSPV-PSOE do spraw ruchów społecznych i organizacji pozarządowych.
W 2004 po raz pierwszy została wybrana do Kongresu Deputowanych. Z powodzeniem ubiegała się o reelekcję w wyborach w 2008 i 2011. W parlamencie była m.in. sprawozdawczynią ustawy legalizującej zawieranie małżeństw osób tej samej płci. Dołączyła do władz krajowych PSOE, w latach 2014–2016 pełniła funkcję sekretarza partii do spraw równouprawnienia. W 2015 złożyła mandat deputowanej, obejmując stanowisko ministra do spraw zdrowia w rządzie wspólnoty autonomicznej Walencji.
W czerwcu 2018 została ministrem zdrowia, konsumentów i opieki społecznej w hiszpańskim rządzie Pedra Sáncheza. We wrześniu 2018 złożyła rezygnację; doszło do tego po ujawnieniu nieprawidłowości związanych z uzyskaniem przez nią dyplomu ukończenia studiów.